# Liste des présidents d'Estrémadure
Cet article dresse la liste des titulaires du poste de président d'Estrémadure depuis l'approbation du régime de pré-autonomie en 1978.

## Liste
| Nom                              | Nom                          | Dates                                                        | Parti | Remarque                                                   |
| -------------------------------- | ---------------------------- | ------------------------------------------------------------ | ----- | ---------------------------------------------------------- |
| Avant l'autonomie                |                              |                                                              |       |                                                            |
|                                  | Luis Ramallo                 | 29 août 1978 - 20 décembre 1980 (2 ans, 3 mois et 21 jours)  | UCD   | Président de la Junte régionale                            |
|                                  | Manuel Bermejo (es)          | 20 décembre 1980 - 27 novembre 1982 (2 ans et 1 jour)        | UCD   | Président de la Junte régionale                            |
|                                  | Juan Bazaga                  | 27 novembre - 21 décembre 1982 (24 jours)                    | Sans  | Vice-président de la Junte régionale Président par intérim |
|                                  | Juan Carlos Rodríguez Ibarra | 21 décembre 1982 - 7 mars 1983 (2 mois et 14 jours)          | PSOE  | Président de la Junte régionale                            |
| Depuis l'accession à l'autonomie |                              |                                                              |       |                                                            |
|                                  | Juan Carlos Rodríguez Ibarra | 7 mars 1983 – 29 juin 2007 (24 ans, 3 mois et 22 jours)      | PSOE  | Record de longévité                                        |
|                                  | Guillermo Fernández Vara     | 29 juin 2007 – 8 juillet 2011 (4 ans et 9 jours)             | PSOE  | Premier socialiste battu à une élection                    |
|                                  | José Antonio Monago          | 8 juillet 2011 – 3 juillet 2015 (3 ans, 11 mois et 25 jours) | PP    | Premier président de centre-droit                          |
|                                  | Guillermo Fernández Vara     | 3 juillet 2015 – 15 juillet 2023 (8 ans et 12 jours)         | PSOE  | Premier à accomplir deux mandats non consécutifs           |
|                                  | María Guardiola              | depuis le 15 juillet 2023 (1 an, 8 mois et 5 jours)          | PP    | Première femme titulaire du poste en alliance avec VOX     |